# Noriko Anno
Noriko Anno (née le 23 mai 1976 à Yamaguchi, Japon - ) est une judokate japonaise. Championne olympique aux Jeux olympiques 2004 à Athènes, elle est également quadruple championne du monde en -78 kg.

## Palmarès

### Jeux olympiques
- Médaille d'or dans la catégorie des moins de 78 kg aux Jeux olympiques d'Athènes en 2004.

### Championnats du monde
- Médaille d'argent dans la catégorie des +72 kg aux Championnats du monde d'Hamilton en 1993.
- Médaille d'or dans la catégorie des -72 kg aux Championnats du monde de Paris en 1997.
- Médaille d'or dans la catégorie des -78 kg aux Championnats du monde de Birmingham en 1999.
- Médaille d'or dans la catégorie des -78 kg aux Championnats du monde de Munich en 2001.
- Médaille d'or dans la catégorie des -78 kg aux Championnats du monde d'Osaka en 2003.

### Divers
- 3 victoires au Tournoi de Paris en 1995, 1997 et 2003.